# Kunino, Vrața
Kunino (în bulgară Кунино) este un sat în comuna Roman, regiunea Vrața,  Bulgaria. 

## Demografie
Componența etnică a satului Kunino
     Bulgari (87,82%)
     Nicio identificare (10,77%)
     Altele (1,39%)
La recensământul din 2011, populația satului Kunino era de 501 locuitori. Din punct de vedere etnic, majoritatea locuitorilor (87,82%) erau bulgari. Pentru 10,77% din locuitori nu este cunoscută apartenența etnică.